# Simon Burnell
Simon Burnell (26 maart 1988) is een Engelse golfprofessional.
Hij werkte op de Brickendon Grange Golf Club. In 1990 werd Burnell tweede bij het Colts kampioenschap in Hertfordshire en in 1991 won hij het toernooi. In 1992 en 1993 won hij het kampioenschap van zijn county.
In 1995 kwalificeerde hij zich voor het Brits Open. In 1996 speelde hij twee toernooien op de Europese Challenge Tour, maar hij won de eerste editie van de Is Molas Challenge op Sardinië.

## Gewonnen
Nationaal
- 1991: Colts Championship
- 1992: Hertfordshire County Championship
- 1993: Hertfordshire County Championship, Interclub Foursomes Championship (met Neil Jackson) |[1]
- 1994: Interclub Foursomes Championship (met Neil Jackson)

Europese Challenge Tour
- 1996: Is Molas Challenge